# Àngels Martínez Castells
Àngels Martínez Castells (Mollet del Vallés, Barcelona, 9 de mayo de 1948- Castelldefels, Barcelona, 1 de septiembre de 2024) fue una política y activista española. Profesora universitaria, presidió la organización Dempeus per la Salut Pública (en español: De pie por la Salud Pública), creada en Barcelona en 2009. Entre octubre de 2015 y octubre de 2017 fue diputada del Parlamento de Cataluña.

## Biografía
Doctora en Ciencias Económicas por la Universidad de Barcelona, tiene además estudios de Comercio, Filosofía y Letras y Derecho. Dirigió su tesis Fabián Estapé, una investigación sobre los Gobiernos Provisionales en Portugal después de la Revolución de los Claveles.  De 1976 al 2008 fue profesora de política económica de la Universidad de Barcelona. Fue titular del Departamento de Política Económica y Estructura Internacional de la Facultad de Ciencias Económicas y Empresariales de la Universidad de Barcelona y ha impartido también la asignatura "Mujer y Economía".
Ha investigado sobre género, economía, salud pública, inmigración y ciudadanía y publicado trabajos sobre las consecuencias del neoliberalismo, el principio de subsidiariedad y sobre mujer y democracia. Ha realizado trabajos sobre Historia del Pensamiento Económico y ha traducido al catalán y al castellano una treintena de libros de política y economía. 
Fue vicepresidenta de la Fundación Pere Ardiaca (2000) y dirigió la revista teórica “Realitat” editada por la fundación.

## Trayectoria política
Empezó a militar en el PSUC en 1968 y en 1982 participó en la fundación del PCC. En 1971 participó en la fundación de la Asamblea de Catalunya y en fundación de la sección de educación de CCOO de Cataluña. En 1998 fue miembro fundadora de Esquerra Unida i Alternativa.
En 1999 se convirtió en la primera mujer candidata de EUiA a las elecciones al Parlamento Europeo representando al PCC en la candidatura presentada IU-EUiA y en 2004 ocupó el segundo puesto de la candidatura de ICV-EUiA que encabezó Raul Romeva pero no salió elegida.
De 2005 a 2012 formó parte del Consejo Nacional de EUiA. En 2009 fue cofundadora de Dempeus per la Salut Pública (De pie por la salud pública), organización que presidió. En 2011 fue una de las autoras del libro Reacciona, bajo la dirección de Rosa María Artal, un libro manifiesto vinculado al movimiento 15M que tuvo continuidad con la edición en 2012 de Actúa y en 2015 de Reacciona Dos.
En 2013 fue elegida miembro del Consejo Científico de ATTAC. En las elecciones municipales de mayo de 2015 ocupó el puesto 32 de la lista Barcelona en Comú, liderada por Ada Colau.
En julio del mismo año se presentó a primarias en Podem formando parte de la lista Equipo Albano. El cambio en Cataluña y fue elegida para el puesto número dos de la candidatura en las elecciones autonómicas de Cataluña del 27 de septiembre. Tras el pacto entre los partidos Iniciativa, Podem, Esquerra Unida i Alternativa y Equo ocupó el puesto número 4 de la lista por Barcelona de la candidatura de Catalunya Sí que es Pot, liderada por Lluís Rabell y salió elegida diputada.

### Polémica de las banderas
El 7 de septiembre de 2017, en la sesión de Parlamento de Cataluña en que se discutía la aprobación de la Ley de transitoriedad jurídica y fundacional de la República Catalana, los diputados de Ciudadanos y del Partido Popular abandonaron sus escaños en protesta por la discusión, lo que, según estos partidos, implicaba una violación de la Constitución Española y el Estatuto de autonomía, y dejaron en sus asientos banderas de España y de Cataluña. Martínez Castells se levantó de su escaño y retiró las banderas españolas, dejando las catalanas. Este controvertido gesto, que fue reprendido por la presidenta de la cámara, Carme Forcadell, fue recogido en la prensa. Desde su partido Podemos se le exigió una disculpa que Martínez Castells se negó a dar.
En declaraciones a los medios en los pasillos del Parlament, Martínez aseguró que las banderas que retiró eran "un símbolo que no correspondía[n] con lo que se estaba votando en ese momento en el Parlamento. "No es una bandera que nos pueda unir, no reconoce la plurinacionalidad y fue impuesta por la fuerza de las armas", aseguró la diputada. Además, añadió que la bandera tricolor española es "por la que mi padre fue a luchar cuando tenía 18 años y para la que la mitad de mi familia ha muerto". El 28 de octubre del mismo año, tras la aplicación por el Gobierno de España del artículo 155 de la Constitución, Martínez Castells se negó a reconocer la legitimidad de tal medida, considerando como legítimo presidente de la Generalidad al cesado Carles Puigdemont.

## Retiro de la política
En noviembre de 2017 anunció que abandonaba Podemos, con otros ocho miembros del consejo ciudadano, después de que el secretario general Albano Dante Fachin presentara su dimisión, como protesta por el trato recibido desde la dirección estatal de Pablo Iglesias, denunciando "desprecio" a las decisiones tomadas por el bloque autonómico del partido.
Falleció el domingo  1 de septiembre de 2024 a la edad de 76 años en Castelldefels, Barcelona.

## Publicaciones
- 1991 Introducción y edición de La Riqueza de las Naciones, de A. Smith, en versió catalana, en la colección Clàssics del Pensament Modern Diputació de Barcelona i Ed. 62 (1991). ISBN 84-297-3217-9 (vol I) y para la misma colección, edición de Capitalisme, Socialisme i Democràcia, de J.A. Schumpeter, amb Fabian Estapé.
- 1996  De l’exercici de la sobirania nacional al principi de subsidiarietat , en La qüestió nacional: un debat obert Fundación Pere Ardiaca
- 1997  Las escisiones del neoliberalismo  Ediciones del Serbal
- 1999 Liberalització, socialització en Comer, beber, arder CEiRV, Centre d’Estudis i Recursos Veïnals, CONFAV i Fundación Jaume Bofill, Barcelona.
- 1999 Autentificación de necesidades i género, en Mujeres y economía, Icaria, Barcelona
- 2002 Tiempos, trabajos i flexibilidad: una cuestión de género con  Cristina Carrasco, Anna Alabart y otros. Instituto de la Mujer, Ministerio de Trabajo y Asuntos Sociales
- 2004 De política, cuina, revolució i tendresa,  en el libro homenaje a Margarita Abril  D’un roig encés, DeBarris, Barcelona.
- 2005, Coneixement i perspectives d’emancipació, editado a Ciutadanbía i participació política, Imatges de Societat, retalls d’emancipació, Fundació pere Ardiaca i Generalitat de Catalunya
- 2005 Ciutadania i participació política con Raül Digón y Lluis Juberias
- 2006 Entorn a l’immigració, l’economia i l’Estatut, capítulo del libro Inmigració i Ciutadania  Fundació Pere Ardiaca
- 2006 Estudi de gènere sobre els tancaments d'empreses a Catalunya (Estudio de género sobre el cierre de empresas en Cataluña) Editado por CCOO-Institut de les Dones Generalitat de Catalunya[20]
- 2009 ¿Puede sobrevivir la democracia al capitalismo financiero? El Viejo Topo[21]
- 2010 La crisis en femenino plural. con Annalí Casanueva Artís. Revista de Economía Crítica. nº 9[22]
- 2011 Reacciona Capítulo Las estafas cotidianas que conmocionan nuestras vidas. Privatizaciones, corrupción, invisibilidad de los cuidados y economía sumergida, con José Luis Sampedro, Baltasar Garzón, Federico Mayor Zaragoza, Javier Pérez de Albéniz, Javier López Facal, Carlos Martínez Alonso, Ignacio Escolar, Rosa María Artal, Juan Torres López y Lourdes Lucía. Ed. Aguilar
- 2011 Yes, We Camp, Trazos para una (R)evolución Dibbuks
- 2012 Utopías Ed. del Páramo
- 2012 Actúa Capítulo “La sanidad como mercancía, la salud como botín”. Ed.Debate
- 2013 Perspectives. Espai Fàbrica
- 2013 "Artur Mas: ¿donde está mi dinero" Prólogo del libro escrito por Albano Dante Fachin y Marta Sibina.  Revista Cafè amb llet.
- 2014 El preu de la salut. Espai Fàbrica
- 2015 Reacciona Dos. Ed. Aguilar
- 2018 Informe urgent des dels escons 4 i 5. Pol-len Edicions.
- 2019 «Murallas en claro oscuro» en Rosa María Artal (ed.) Derribar los muros. Rocaeditorial.